# Рива ди Турес (Болцано)
Рива ди Турес је насеље у Италији у округу Болцано, региону Трентино-Јужни Тирол.
Према процени из 2011. у насељу је живело 223 становника. Насеље се налази на надморској висини од 1559 м.